# Almanak
En almanak (græsk almenichia'ka fra koptisk) er en fortegnelse over årets tidsinddeling, kalender, kirkelige højtider, astronomiske observationer, tidevand m.m.  Den udkommer årligt. Almanakker forekommer ofte i bogform og kan indeholde læsestof af videnskabelig og folkelig art (almanakhistorier).
Tidligere indeholdt almanakker forudsigelser. Det sikrede dem stor folkelig udbredelse.
Almanakken har en lang historie. Københavns Universitets Almanak – med den særprægede titel "Universitetets Almanak Skriv- og Rejse-Kalender" – udkom første gang i sin nuværende form i 1685, og er udkommet hvert år lige siden. Man ved dog, at universitetet helt tilbage til dets oprettelse i 1479 har udgivet en almanak, og den ældst kendte stammer fra 1549. Den er samtidig den ældste kendte danske almanak.